# Manfred Deix
Manfred Deix (ur. 22 lutego 1949 w St. Pölten, Dolna Austria, zm. 25 czerwca 2016 w Klosterneuburg koło Wiednia) – austriacki grafik i karykaturzysta. Był też muzykiem i autorem powieści kryminalnych. 

## Życiorys
W 1965 rozpoczął studia na Wyższej Federalnej Szkole Grafiki w Wiedniu, został jednak usunięty po 2,5 roku ze względu na zaniedbywanie nauki. W 1968 rozpoczął studia na wiedeńskiej Akademii Sztuk Pięknych, po 14 semestrach porzucił studia bez uzyskania dyplomu. Po dłuższym pobycie w USA nawiązał kontakt z rysownikami frankfurckiego miesięcznika „Titanic”. W 1988 wskutek nieuregulowanego trybu życia doznał zatoru płucnego i po pobycie w klinice osiadł w Weidling w gminie Klosterneuburg. Siedem lat później doznał zapaści na tle alkoholizmu. Mieszkał w okolicach Wiednia z żoną i stadem kotów.

## Twórczość
Już jako sześciolatek zarabiał sprzedając kolegom pornograficzne rysunki. W wieku 11 lat uczestniczył w konkursie rysunków dziecięcych telewizji austriackiej ORF. Jego przyjaciółka Marietta sprzedawała jego rysunki na pchlim targu. Od roku 1972 zaczął publikować rysunki satyryczne w tygodnikach austriackich, a od roku 1978 także w niemieckich, jak Stern, Der Spiegel, Titanic i Playboy.
W swojej twórczości Deix z pasją ośmiesza cechy społeczeństwa austriackiego: zaściankowość i obłudę. Przypomina w tym nieco Jerzego Dudę-Gracza, ale bez charakterystycznej dla polskiego twórcy nuty melancholijnej zadumy. Różni go też to, że Duda-Gracz tworzył obrazy, a Deix rysował aktualne akwarelowe obrazki do publikacji w czasopismach. Jedną z ulubionych ofiar Deixa był prawicowy polityk austriacki Jörg Haider. Deix nie znał granic tabu: z upodobaniem balansował na granicy pornografii. Często atakował hierarchię kościelną.
W Muzeum Karykatury w Krems poświęcono Deixowi stałą wystawę obejmującą aktualizowany wybór 250 grafik.

## Literatura
- Severin Heinisch (Wydawca): Die Welt des Manfred Deix, ISBN 3-902407-01-8.